# Петролија (Тексас)
Петролија (енгл. Petrolia) град је у америчкој савезној држави Тексас. По попису становништва из 2010. у њему је живело 686 становника.

## Демографија
Према попису становништва из 2010. у граду је живело 686 становника, што је 96 (12,3%) становника мање него 2000. године.
| Група             | 2000.       | 2010.       |
| Белци             | 727 (93,0%) | 626 (91,3%) |
| Афроамериканци    | 6 (0,8%)    | 9 (1,3%)    |
| Азијати           | 0 (0,0%)    | 2 (0,3%)    |
| Хиспаноамериканци | 31 (4,0%)   | 33 (4,8%)   |
| Укупно            | 782         | 686         |